# Apocalypse Dudes
Apocalypse Dudes är den norska musikgruppen Turbonegros fjärde fullängdsskiva och släpptes 1998. 

## Spellista
1. The Age of Pamparius
2. Selfdestructo Bust
3. Get It On
4. Rock Against Ass
5. Don't Say Motherfucker, Motherfucker
6. Rendezvous With Anus
7. Zillion Dollar Sadist
8. Prince of the Rodeo
9. Back To Dungaree High
10. Are You Ready (For Some Darkness)
11. Monkey On Your Back
12. Humaliation Street
13. Good Head